# Pluto Kuiper Express
Plutón Kuiper Express fue una sonda espacial interplanetaria propuesta por los científicos e ingenieros del Laboratorio de Propulsión a Reacción (JPL)  y desarrollada por la NASA. La nave espacial estaba destinada al estudio de Plutón y su luna Caronte, junto con uno o más objetos del cinturón deKuiper  (KBOs). La propuesta fue la tercera de esta clase, después de la Plutón 350 y tras otra propuesta para enviar una nave tipo Mariner Mark II a Plutón.
Originalmente concebido como Pluto Fast Flyby (sobrevuelo rápido de Plutón), y más tarde brevemente como Pluto Express, la misión estuvo inspirada en sello 1991 del Servicio Postal de los Estados Unidos que marcaba Plutón como "Todavía No Explorado". El proyecto atrajo ingenieros del JPL y alumnado del Instituto de Tecnología de California y, más tarde, a Alan Stern y otros científicos del proyecto Plutón 350. Aunque el proyecto se inició en 1992, la fase de desarrollo del proyecto fue muy larga, invirtiendo casi una década en las etapas de propuesta y financiación . Durante la fase de planificación , la misión fue modificada para incluir el sobrevuelo de un objeto del cinturón de Kuiper y rebautizada Pluto Kuiper Express, después del descubrimiento de numeroso objetos más allá de Neptuno en la segunda mitad de los 1990. La NASA finalmente decidió cancelar la misión en el año 2000, esgrimiedo el incremento del presupuesto de la misión  como la razón definitiva para la cancelación.
Tras de la cancelación de la misión, la mayoría del equipo del Pluto Fast Flyby, incluyendo a Stern, pasó a  desarrollar la New Horizons, una misión casi idéntica a Pluto Kuiper Express, para el programa New Frontiers de la NASA. La nave fue lanzada con éxito en enero del 2006, después de alcanzar un punto muerto financiero con la NASA y retrasos adicionales, y consiguió realizar con éxito el primer sobrevuelo del sistema Plutón-Caronte en julio de 2015.

## Historia

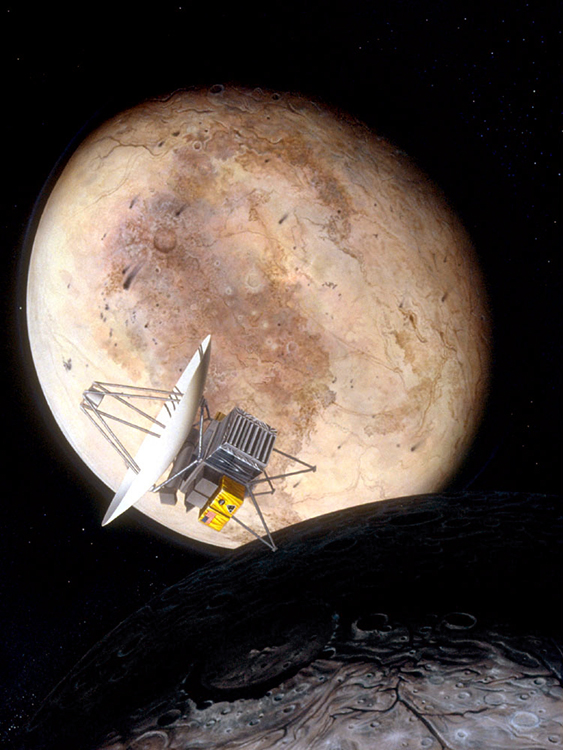
Representación artística de la Pluto Fast Flyby en Plutón y Caronte.

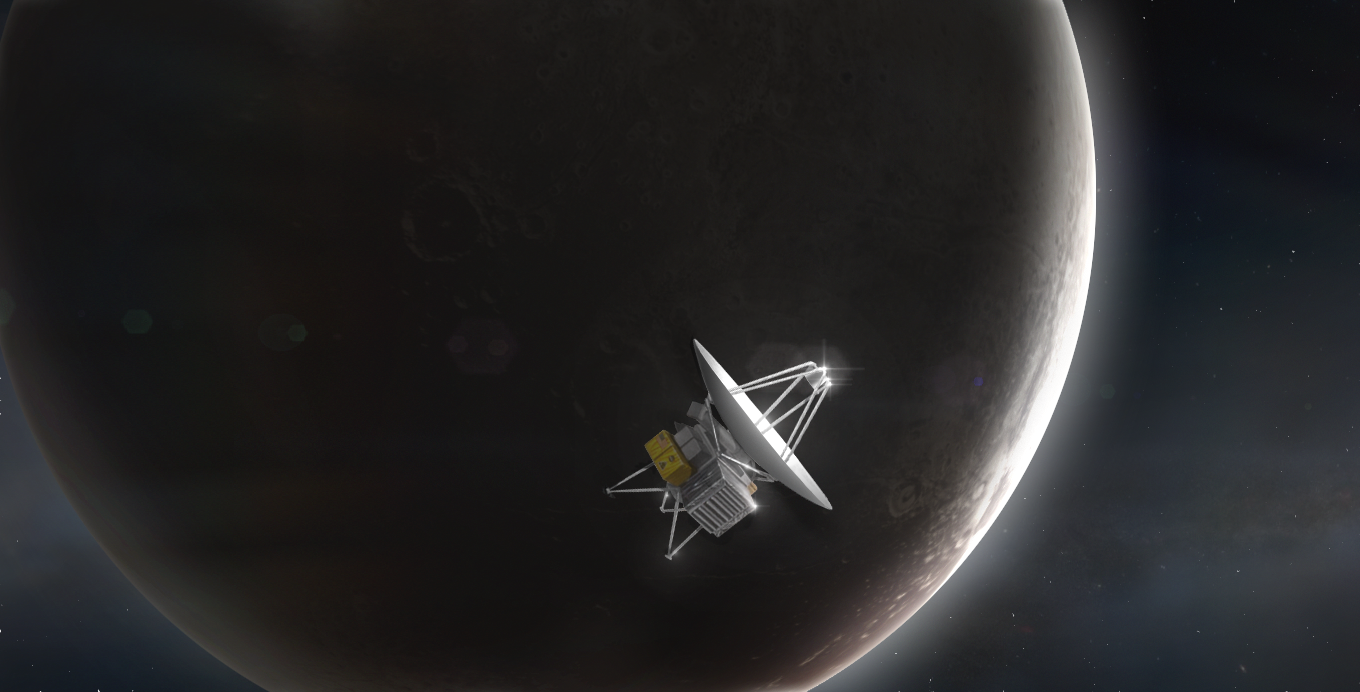
Representación artística de la Pluto Fast Flyby en en Plutón.

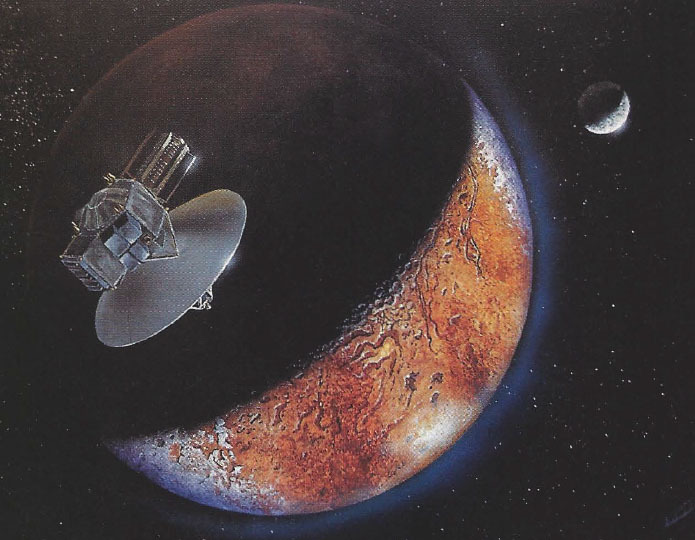
Representación artística de la Pluto Fast Flyby acercándose a la superficie moteada de Plutón. Una atmósfera tenue y transitoria es visible como calima azul sobre el brillante borde del cuerpo celeste mientras el compañero de Plutón Caronte se cierne sobre el horizonte.

Tal como fue originalmente propuesta por el Laboratorio de Propulsión a Reacción (JPL) en 1992, la misión Pluto Fast Flyby  debía comprender dos vehículos gemelos de 150 kg (330.7 lb) cada uno. El viaje de la tierra a Plutón debía durar siete u ocho años, con un lanzamiento en una fecha tan temprana como 1998. Los dos vehículos se coordinarían para ver caras diferentes de Plutón. El presupuesto para la misión debía ser de no más de $400-millones, con el administrador de la NASA Daniel Goldin  apoyando la propuesta sin reservas.
En 1995, la misión propuesta era conocida como Pluto Express, y el director del pre-proyecto Atraca Staehle del JPL sugirió un presupuesto "alrededor de los  $300 millones". En este punto la misión todavía preveía el uso de dos naves gemelas, y  se esperaba poder lanzarla en 1998. La NASA intentó negociar con Rusia el uso de los cohetes Protón para lanzar la aeronave, a cambio de llevar una sonda rusa "Zond de caída" a Plutón. Otra idea, lanzada por el Instituto Max Planck, habría visto a Alemania contribuyendo financieramente para el lanzamiento, a cambio de que la Pluto Express llevase una sonda alemana que hubiera sido lanzada sobre Ío durante la maniobra de asistencia gravitatoria en Júpiter.
La planificación temporal de la misión era importante, pues habría sobrevolado Plutón poco antes de que su atmósfera se congelase, lo que se creía que pasaba durante una parte considerable de su órbita. Los objetivos principales de la misión habrían sido cartografiar la superficie de Plutón y examinar la geología y geomorfología del sistema doble, así como determinar la composición de la atmósfera de Plutón. Esta última tarea habría sido considerablemente más difícil después de que la atmósfera comenzara a congelarse. El equipamiento científico a bordo habría incluido sistemas de imagen de luz del espectro visible, espectrómetros infrarrojos y ultravioletas, y un oscilador ultraestable (USO) para uso en un experimento de radio ocultación.
La nave hubiera tenido una estructura de prisma hexagonal de alrededor de  220 kg de masa (485 lb), recibiendo energía de varios generadores térmicos de radioisótopos  (RTGs) similares a los utilizados en las misiones Galileo y Cassini . El control y la recopilación de datos de dato habrían sido mantenidos por un sistema informático de 1.5 MIPS basado en el RISC capaz de procesar datos a 5 Mbit/s. Esto habría permitido la transmisión de más de un gigabyte de datos en un periodo de un año. Las comunicaciones habrían sido a través de una antena direccional fija de  1.47 m (5.6 ft) , corrigiendo su dirección usando un rastreador de estrellas de campo ancho. Al principio de la fase de planificación de la misión se sugirió combinar esfuerzos con la agencia espacial rusa e incluir sondas Zond para estudiar la atmósfera de Plutón, si bien este plan fue posteriormente abandonado.
La Pluto Express estaba planeada para ser lanzad en 2001, pero no estuvo a punto hasta finales del 2004. La nave debía haber sido lanzada usando un cohete Delta o el transbordador espacial, seguramente en diciembre del 2004. Si hubiera llegado a lanzarse, la única opción hubiera sido utilizar un cohete Delta, dado que la flota de transbordadores se dejó en tierra después del desastre del Columbia. El viaje habría sido inicialmente vía Júpiter, cuya pozo gravitatorio habría sido utilizado para aumentar la velocidad de la sonda mediante una maniobra de asistencia gravitatoria. La distancia de máxima aproximación a Plutón habría sido de aproximadamente 15,000 km (9320.6 mi) a 17-18 km/s (38,027.9–40,264.9 mph), con objeto de permitir un mapeado de 1 km (0.6 mi) de resolución. Después de pasar Plutón, la nave habría utilizado su cámara para buscar objetos del cinturón de Kuiper.
En septiembre del 2000 la NASA cesó su trabajo en la misión Plutón-Kuiper Express, a pesar de que la agencia dijo que estaba siendo "repensada y replaneada", no desechada. El coste de la misión en aquel momento era, según un portavoz de la NASA, estaba en unos inalcanzables $500 millones (comparado con el presupuesto original de $350 millones en 1999).